# NGC 1476
NGC 1476 è una galassia a spirale situata nella costellazione dell'Orologio, a una distanza di circa 78 milioni di anni luce dalla nostra Via Lattea.

## Scoperta
La galassia è stata scoperta il 14 dicembre 1835 dall'astronomo britannico John Herschel.

## Descrizione
NGC 1476 ha una classe di luminosità I e presenta una larga riga a 21 cm dell'idrogeno neutro.